# Михайло Борисович
Михайло Борисович (1453 або 1457 — до 1505) — останній великий князь тверський (1461—1485), син великого князя Бориса Олександровича.

## Біографія
У 1461 році після смерті Бориса Олександровича малолітній Михайло став великим князем тверським. Після досягнення повнолітня продовжив батькову політику на збереження незалежності Твері від Московії з опорою на Велике князівство Литовське.
Та вже у серпні 1485 року великий князь московський Іван III розпочав війну проти Тверського князівства і обложив Твер. Більшість тверського боярства перейшло на бік завойовників. У ніч на 12 вересня 1485 року Михайло втік з обложеного міста та направився у Велике князівство Литовське. У 1486 отримав невеликий загін від великого князя литовського Казимира Ягеллончика та безуспішно намагався повернути собі владу в Твері. Після провалу отримав від Казимира маєток в Печихвостах на Волині, велику латифундію у Слонімському повіті та грошове утримання.
Після його смерті всі маєтки перейшли до князя Василя Глинського. У Національному мистецькому музеї Білорусі зберігається портрет Михайла Борисовича з yесвіжської колекції Радзивіллів.

## Сім'я
У 1470 році одружився з Софією Семенівною (?—1483), дочкою останнього київського князя Семена Олельковича. Після її смерті взяв в дружину невідому на ім'я шляхтянку з роду Радзивілів. Обидва шлюби були бездітними, і таким чином на Михайлу Борисовичу рід тверських князів перервався.